# 约翰·加多林

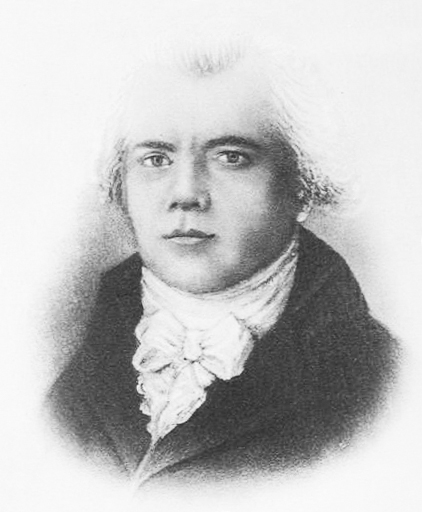
约翰·加多林

约翰·加多林（瑞典語：Johan Gadolin，1760年6月5日—1852年8月15日）是芬兰化学家、物理学家和矿物学家。他在1794年发现了化学元素钇，他的研究成果引发了稀土金属镧系元素的发现。他是芬兰第二位化学教授，并被推崇为芬兰化学研究的始祖。加多林的影响也延申至芬兰工业界；他是芬兰经济协会的创始人之一，并热心于协会的活动。他在协会中提倡诸如在芬兰成立手工制作和生产学校。这是芬兰技术教育的开端。